# Кохлу
Кохлу (урду کوہلو‎) — город в центральной части Пакистана, в провинции Белуджистан. Административный центр одноимённого округа. По данным переписи, на 1998 год население составляло 9 369 человек.

## География
Город находится в северо-восточной части Белуджистана, в горной местности, на высоте 1183 метров над уровнем моря.
Кохлу расположен на расстоянии приблизительно 220 километров к востоку от Кветты, административного центра провинции и на расстоянии 550 километров к юго-западу от Исламабада, столицы страны. Ближайший гражданский аэропорт находится в городе Лоралай.